# Justin Shenkarow
Justin Moran Shenkarow (Torrance, 17 ottobre 1980) è un attore e doppiatore statunitense.

## Biografia
Dopo aver realizzato decine di spot commerciali, ancora bambino ha iniziato ad apparire in varie serie televisive, cominciando la sua carriera da attore tra la fine degli anni ottanta e l'inizio degli anni novanta.
Tra i ruoli ottenuti dall'attore, degni di nota quelli interpretati in produzioni cinematografiche e televisive quali le serie Gli acchiappamostri, dove ha affiancato Omri Katz e La famiglia Brock, con Adam Wylie.
Shenkarow ha conquistato vari prestigiosi riconoscimenti, come quelli nell'ambito degli Young Artist Awards. Ha guadagnato 6 nomination di cui una nel 1992 per la serie Gli acchiappamostri (relativamente all'anno 1991), e 5 per la serie La famiglia Brock, consecutivamente negli anni dal 1993 al 1996.
In epoca successiva Shenkarow è stato ammesso alla Stanford University, nella quale ha studiato business e si è laureato nel giugno 2001; quindi ha speso un anno a Parigi studiando storia dell'arte.
Essendo stato lui stesso attore bambino, Justin Shenkarow ha deciso di sostenere le nuove generazioni di giovani attori che hanno deciso di intraprendere questa attività, aiutandoli a migliorare le loro condizioni lavorative e a cogliere le migliori opportunità che vengono loro offerte in questo settore.

## Filmografia

### Attore

#### Cinema
- Le regole del gioco (The Opposite Sex and How to Live with Them), regia di Matthew Meshekoff (1992)
- Comedy Hell, regia di Scott LaRose (2006)
- The Best Christmas Ever, regia di Gianluca Bin – cortometraggio (2006)
- Tears, regia di Paul Sadowski (2006)
- Fuel, regia di Oktay Ortabasi (2009)

#### Televisione
- Dad's a Dog, regia di Jim Drake – film TV (1989)
- Casalingo Superpiù (Who's the Boss?) – serie TV, episodio 6x19 (1990)
- A Family for Joe, regia di Jeff Melman – film TV (1990)
- Willy, il principe di Bel-Air (The Fresh Prince of Bel-Air) – serie TV, episodio 1x15 (1990)
- Gli acchiappamostri (Eerie, Indiana) – serie TV, 19 episodi (1991-1992)
- La famiglia Brock (Picket Fences) – serie TV, 78 episodi (1992-1996)
- Profiler - Intuizioni mortali (Profiler) – serie TV, episodio 2x10 (1998)
- Quell'uragano di papà (Home Improvement) – serie TV, episodio 7x20 (1998)
- Boston Public – serie TV, episodio 2x05 (2001)
- Squadra Med - Il coraggio delle donne (Strong Medicine) – serie TV, episodio 3x16 (2003)
- Cacciatori di zombi (House of the Dead 2), regia di Michael Hurst – film TV (2005)
- Aliens in America – serie TV, episodio 1x01 (2007)
- Z Nation – serie TV, episodio 2x11 (2015)

### Doppiatore
- La vita con Louie (Life with Louie) – serie animata, 34 episodi (1995-1998)
- Hey, Arnold! (Hey Arnold!) – serie animata, 71 episodi (1996-2004)
- Lloyd nello spazio (Lloyd in Space) – serie animata, 39 episodi (2001-2004)

## Doppiatori italiani
Nelle versioni in italiano dei suoi film, Justin Shenkarow è stato doppiato da:
- Ilaria Stagni in Gli acchiappamostri
- Paolo Vivio in Z Nation

Da doppiatore è sostituito da:
- Daniele Raffaeli in Hey, Arnold!
- Stefano De Filippis in Lloyd nello spazio